# 南原美紗保
南原 美紗保（なんばら みさお、1944年8月17日 - 2018年12月8日）は、元宝塚歌劇団星組男役の女優である。埼玉県浦和市（現在のさいたま市）出身。町田英子事務所所属。宝塚歌劇団時代の芸名は南原 美佐保（同音異字）であった。宝塚歌劇団時代の公称身長は165cm。宝塚時代の愛称はケコ、ピーちゃん。

## 略歴
1960年、宝塚音楽学校に入学。
1962年、宝塚音楽学校を卒業し、48期生として、宝塚歌劇団に入団。宝塚入団時の成績は75人中7位。初舞台公演は星組公演『メイド・イン・ニッポン』。1964年1月1日に星組配属となり、のちに専科異動。
1971年6月29日、宝塚歌劇団退団。最終出演公演の演目は月組公演『ドン・ホセの一生／タイム・マップ』である。

## 宝塚歌劇団時代の主な舞台出演
- 『メイド・イン・ニッポン』（星組）（1962年3月24日 - 4月29日、宝塚大劇場）＊初舞台
- 『リュシェンヌの鏡』（星組）（1965年3月25日 - 4月29日、宝塚大劇場）
- 『奥の細道』（星・雪組）（1965年7月1日 - 8月2日、宝塚大劇場）
- 『なよたけの恋』『ラ・グラナダ』（星組）（1965年10月30日 - 11月30日、宝塚大劇場）
- 『三人花聟』『2人が出会うとき』（星組）（1966年7月1日 - 7月28日、宝塚大劇場）
- 『砂丘』（星組）（1966年10月29日 - 11月30日、宝塚大劇場）
- 『ワン・ボーイ』（星組）（1967年8月1日 - 8月30日、宝塚大劇場）
- 『水恋抄』『若者達のバラード』（星組）（1967年12月3日 - 12月26日、新芸劇場）
- 『虹を追って』（星組）（1968年2月2日 - 2月27日、宝塚大劇場）
- 『ヤング・メイト』『追憶のアンデス』（星組）（1968年6月1日 - 6月27日、宝塚大劇場）
- 『千姫』『7 -セブン-』（星組）（1968年10月1日 - 10月30日、宝塚大劇場）
- 『シルクロード』（星組）（1969年3月27日 - 4月24日、宝塚大劇場）
- 『セ・ラ・ビィ』（星組）（1969年9月4日 - 9月30日、宝塚大劇場）
- 『安寿と厨子王』『タカラヅカ'69』（星組）（1969年12月2日 - 12月21日、宝塚大劇場）
- 『恋に朽ちなん』『ハロー!タカラヅカ』（星組）（1970年5月8日 - 5月26日、宝塚大劇場）
- 『ドン・ホセの一生』『タイム・マップ』（月組）（1971年2月27日 - 3月24日、宝塚大劇場）

## 退団後の舞台出演
- 『南原美佐保　First Concert』（1987年5月28日、博品館劇場）

## テレビドラマ
- 新・平家物語（1972年、NHK） - 八条女院
- 伝七捕物帳
  - 日本テレビ版 （1977年）
  - 第134話「お江戸に咲いた花嫁御寮」 - お由
  - 第157話「恋の掛け橋情の涙」 - おりく
  - テレビ朝日版 第6話「千鳥の女」（1979年）
- 達磨大助事件帳 第18話「雪に散る子守り唄」（1977年、ANB）
- そば屋梅吉捕物帳 第25話「地獄の底で笑う奴」（1980年、12ch） - お蓮

## レコード
- 『涙はみないで／明日逢う人』（1968年7月発売、コロムビアレコード）
- 『夜霧が消える／あなたの椅子が空いている』（1969年2月発売、コロムビアレコード）

## バラエティー番組
- クイズ!脳ベルSHOW